# Amēl-Marduk
Amēl-Marduk (lu-damar.ud; auch Nabû-šuma-ukîn; † 560 v. Chr.) war als Sohn und Nachfolger von König Nebukadnezar II. von 562 v. Chr. bis 560 v. Chr. babylonischer König. Zuvor änderte er als Nabû-šuma-ukîn im Monat Ululu des Jahres 566 v. Chr. seinen Namen auf Amēl-Marduk (Mann des Marduk).

## Regierungszeit
Die erste Anordnung als König stammt aus seinem Akzessionsjahr (8. Oktober 562 v. Chr.); 561 v. Chr. begann sein erstes Regierungsjahr. Seine letzte Verlautbarung datiert aus seinem zweiten Regierungsjahr (7. August 560 v. Chr.). Ansonsten ist kaum etwas über ihn bekannt. Ein Schaltmonat im babylonischen Kalender ist während seiner Regierungszeit nicht belegt. Nach knapp zwei Jahren Regierungszeit wurde er von seinem Schwager Nergal-šarra-uṣur getötet, der ihm auf dem Thron nachfolgte.
In der Bibel ist er unter dem Namen „Ewil-Merodach“ (hebräisch אֱוִיל מְרֹדַךְ ’äwîl mərodakh) bekannt. Dort wird geschildert, dass Amēl-Marduk in seinem Akzessionsjahr am 27. Addaru (1.–2. April 561 v. Chr.) König Jojachin von Juda in dessen 37. Jahr seit seiner nach Babylon veranlassten Deportation begnadigte und ihm, inzwischen etwa 55 Jahre alt geworden, eine ehrenvolle Stellung am Hof verschaffte (2 Kön 25,27 ).